# Liste von Burgen und Schlössern im Kanton Aargau

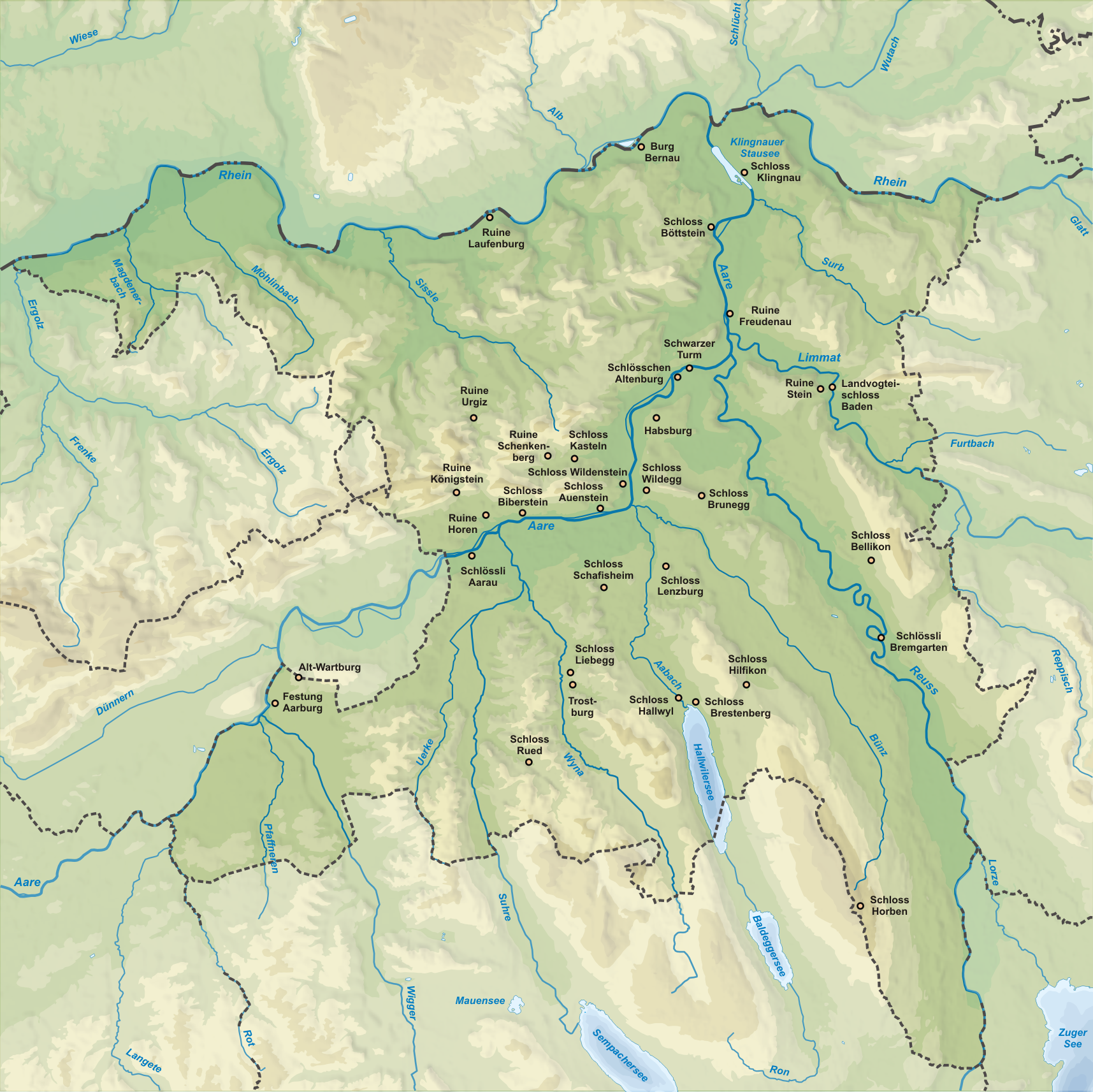
Burgen und Schlösser im Kanton Aargau

Die Liste von Burgen und Schlössern im Kanton Aargau verzeichnet die Burgen und Schlösser im Kanton Aargau. Derzeit (Stand 16. November 2020) sind 45 Burgen, Schlösser und Festungen erfasst. Viele sind gut erhalten und restauriert, manche nur noch als Ruine oder als Burgstall (abgegangen).

## Bedeutung
Das genaue Alter der ersten Burgen lässt sich nur schwer ermitteln. Die grösste und bedeutendste Burganlage im Aargau, das Schloss Lenzburg, entstand im frühen 11. Jahrhundert und wurde 1036 erstmals urkundlich erwähnt. Es war der Stammsitz der Grafen von Lenzburg, die im Seetal herrschten; ein zweites Machtzentrum befand sich um Baden mit der Burg Stein.
Viele Schlösser im Kanton Aargau waren Stammsitz von Adelsgeschlechtern. Das wohl bekannteste waren die Habsburger auf dem Schloss Habsburg. Weitere bedeutende Adelsgeschlechter mit umfangreichem Besitz im Aargau waren die Grafen von Frohburg, die Freiherren von Regensberg und die Herren von Klingen. Zudem gab es Dutzende von niederen lokalen Adelsfamilien, von denen die Hallwyler die bedeutendsten waren.

## Erklärung zur Liste
- Name: Nennt den offiziellen Namen des Gebäudes.
- Ortschaft: Zeigt an, in welcher Gemeinde das Gebäude steht.
- Jahr: Zeigt das Baujahr an. Meist jedoch ungenau.
- Typ: Es werden folgende Gebäudetypen unterschieden: Burg, Festung, Kastell und Schloss.
- Zustand: Bezeichnet den Zustand des Gebäudes. Es wird unterschieden nach «erhalten», «Ruine» und «verfallen».
- Zutritt: Weist aus, ob das Gebäude öffentlich zugänglich ist.
- Bild: Zeigt wenn möglich ein Bild des Gebäudes an.
- Bemerkenswertes: Nennt eine Besonderheit zum Gebäude.

Hinweis: Die Liste ist sortierbar: durch Anklicken eines Spaltenkopfes wird die Liste nach dieser Spalte sortiert, zweimalige Anklicken kehrt die Sortierung um. Durch das Anklicken zweier Spalten hintereinander lässt sich jede gewünschte Kombination erzielen.

## Liste
| Name                                | Ortschaft           | Jahr                  | Typ         | Zustand    | Zutritt | Bild                                         | Bemerkenswertes |
| ----------------------------------- | ------------------- | --------------------- | ----------- | ---------- | ------- | -------------------------------------------- | --- |
| Schlössli Aarau                     | Aarau               | 1240                  | Schloss     | erhalten   | ja      | Schlössli Aarau                              | Das Schlössli Aarau ist das älteste erhalten gebliebene Gebäude der Stadt. |
| Festung Aarburg                     | Aarburg             | 1123                  | Festung     | erhalten   | nein    | Festung Aarburg                              | Die Festung Aarburg wird als Kulturgut von nationaler Bedeutung eingestuft und ist heute ein Jugendheim.                                                                       |
| Schlösschen Altenburg               | Altenburg bei Brugg | 370                   | Kastell     | erhalten   | ja      | Schlösschen Altenburg                        | Ende des 10. Jahrhunderts war das Schlösschen Altenburg die erste nachweisbare Residenz der Habsburger. Die Anlage dient heute als Jugendherberge.                             |
| Ruine Alt Rued                      | Schlossrued         | 11./12. Jahrhundert   | Burg        | Ruine      | ja      | Ruine Alt Rued                               | Vorgängerbau von Schloss Rued und erster Stammsitz der Herren von Rued. Reste des Kapellenbaus liegen unter dem steinernen Wohnturm und sind wohl älter                        |
| Alt-Wartburg                        | Oftringen           | 1200                  | Burg        | Ruine      | ja      | Ruine Alt-Wartburg                           | Als die Eidgenossen im Jahr 1415 den Aargau eroberten, brannten Berner Truppen die Burg nieder.                                                                                |
| Schloss Auenstein                   | Auenstein           | 1307                  | Schloss     | erhalten   | nein    | Schloss Auenstein                            | Im Jahr 1389 stürmten Berner Truppen die Burg und brannten sie nieder. Erst 1858 wurde die Ruine wieder bewohnbar gemacht.                                                     |
| Ruine Baldingen                     | Baldingen           | unbekannt             | Burg        | verfallen  | ja      |                                              | nichts bemerkenswertes |
| Schloss Bellikon                    | Bellikon            | 1430–1440             | Schloss     | erhalten   | nein    | Schloss Bellikon                             | Zu Beginn des 20. Jahrhunderts diente das Schloss vorübergehend als Kuranstalt.                                                                                                |
| Burg Bernau                         | Leibstadt           | 1157                  | Burg        | Ruine      | nein    |                                              | 1415 verlief die Grenze zwischen der Grafschaft Baden und Vorderösterreich mitten durch den Burgturm, weshalb die Besitzer der Bernau zwei Herren dienten.                     |
| Ruine Besserstein                   | Villigen            | unbekannt             | Burg        | verfallen  | nein    | Ruine Besserstein                            | nichts bemerkenswertes |
| Schloss Biberstein                  | Biberstein          | 1280                  | Schloss     | erhalten   | nein    | Eingang zum Schloss Biberstein               | Das Schloss ist heute ein Wohn- und Arbeitsheim für geistig behinderte Erwachsene.                                                                                             |
| Ruine Böbikon                       | Böbikon             | unbekannt             | Burg        | Ruine      | ja      | Ruine Böbikon                                | nichts bemerkenswertes |
| Burgruine Bottenstein               | Zofingen            | Mitte 13. Jahrhundert | Burg        | Ruine      | ja      | Burgruine Bottenstein                        | Die Grenze zwischen dem Kanton Aargau und dem Kanton Luzern verläuft mitten durch das Burgareal.                                                                               |
| Schloss Böttstein                   | Böttstein           | 1100–1200             | Schloss     | erhalten   | ja      | Schloss Böttstein                            | Während des Baus des Kernkraftwerkes Beznau von 1965 bis 1972 hauste der technische Stab im Schloss, welches heute mit der Kapelle unter Denkmalschutz steht.                  |
| Schlössli Bremgarten                | Bremgarten          | 1238                  | Schloss     | erhalten   | nein    | Schlössli Bremgarten                         | Bei der Gesamtrenovation von 1967/68 entdeckte man im kleinen Saal im zweiten Stockwerk heraldische Wandmalereien aus dem Jahr 1480.                                           |
| Schloss Brestenberg                 | Seengen             | 1625                  | Schloss     | erhalten   | nein    | Schloss Brestenberg                          | Die Badanstalt Brestenberg war eine international bekannte Badeanstalt und war bis nach dem Zweiten Weltkrieg in Betrieb.                                                      |
| Schloss Brunegg                     | Brunegg             | 1250                  | Schloss     | erhalten   | nein    | Schloss Brunegg                              | Der bekannte Schweizer Schriftsteller Hermann Burger nahm sich am 28. Februar 1989 auf dem Schloss Brunegg das Leben.                                                          |
| Ruine Freudenau                     | Untersiggenthal     | 1240                  | Burg        | Ruine      | ja      | Ruine Freudenau                              | Ein Grossteil der Anlage wurde 1351 bei einem Kriegszug der Zürcher zerstört. Weitere Teile fielen kurz nach 1400 einem Grossbrand zum Opfer.                                  |
| Burg Habsburg                       | Habsburg            | 1030                  | Burg        | erhalten   | ja      | Burg Habsburg                                | Die Habsburg war die Stammburg der Herrscherdynastie der Habsburger. Diese lebten während rund 200 Jahren auf der Burg.                                                        |
| Schloss Hallwyl                     | Seengen             | 1265                  | Schloss     | erhalten   | ja      | Schloss Hallwyl                              | Das Schloss Hallwyl befindet sich auf dem Aabach und ist eines der bedeutendsten Wasserschlösser der Schweiz.                                                                  |
| Ruine Hasenburg                     | Bergdietikon        | unbekannt             | Burg        | verfallen  | ja      |                                              | Gegen Ende des 12. Jahrhunderts muss der Palas abgebrannt und wieder errichtet worden sein. Mitte des 13. Jahrhunderts wurde die Burg zerstört und aufgegeben.                 |
| Schloss Hilfikon                    | Hilfikon            | unbekannt             | Schloss     | erhalten   | nein    | Schloss Hilfikon                             | 1878 wechselte das Schloss für gerade mal 70'000 Schweizer Franken den Besitzer.                                                                                               |
| Schloss Horben                      | Beinwil             | 1700                  | Schloss     | erhalten   | nein    | Schloss Horben                               | Das Schloss war als Erholungshaus für Mönche des Klosters Muri gebaut worden.                                                                                                  |
| Ruine Horen                         | Küttigen            | unbekannt             | Burg        | Ruine      | ja      |                                              | nichts bemerkenswertes |
| Ruine Iberg                         | Riniken             | 11. Jahrhundert       | Burg        | verfallen  | ja      | Ruine Iberg                                  | 1997 archäologisch erforscht, 2 Bauphasen unbekannter Herrschaft, Stellung als Rodungsburg vermutet                                                                            |
| Schloss Kasteln                     | Oberflachs          | 1238                  | Schloss     | erhalten   | nein    | Schloss Kasteln                              | Das Schloss dient heute als Schulheim für normal begabte, verhaltensauffällige Schüler.                                                                                        |
| Ruine Kindhausen                    | Bergdietikon        | unbekannt             | Burg        | verfallen  | ja      | Ruine Kindhausen                             | nichts bemerkenswertes |
| Schloss Klingnau                    | Klingnau            | 1300                  | Schloss     | erhalten   | ja      | Schloss Klingnau                             | Das Schloss wird heute als Regionalposten der Polizei, als Trauungslokal und als Aktivitätenraum einzelner Dorfvereine verwendet.                                              |
| Ruine Königstein                    | Küttigen            | 1277                  | Burg        | Ruine      | ja      | Umrisse Ruine Königstein                     | Es existiert eine alte Sage, welche behauptet, der damalige Burgherr habe die Dorfbewohner genötigt.                                                                           |
| Landvogteischloss Baden             | Baden               | 1265                  | Schloss     | erhalten   | ja      | Landvogteischloss Baden                      | Bis Ende 1798 war das Landvogteischloss die Residenz des Landvogts der Grafschaft Baden. Heute beherbergt es das Historische Museum und das Archiv der Stadt Baden.            |
| Ruine Laufenburg                    | Laufenburg          | 1180                  | Burg        | Ruine      | nein    | Ruine Laufenburg                             | Während des Dreissigjährigen Krieges eroberten die Schweden die Stadt und die Burg dreimal. Erst 1648 erhielten die Österreicher die Herrschaft wieder zurück.                 |
| Schloss Lenzburg                    | Lenzburg            | 1036                  | Schloss     | erhalten   | ja      | Schloss Lenzburg                             | Das Schloss Lenzburg zählt zu den ältesten und bedeutendsten Höhenburgen der Schweiz und diente während über 350 Jahren als Sitz der Berner Landvögte.                         |
| Schloss Liebegg                     | Gränichen           | 1250                  | Schloss     | erhalten   | ja      | Schloss Liebegg                              | Das Schloss ist in Besitz des Kantons und dient heute als Tagungs- und Kulturzentrum.                                                                                          |
| Schloss Mandach (Schlössli Mandach) | Bad Zurzach         | um 1320               | Festes Haus | abgegangen | nein    |                                              | Das Feste Haus wurde 1906 (da schon nur noch eine Wirtschaft) für den Bau der Rheintalbahn abgebrochen.                                                                        |
| Schloss Rued                        | Schlossrued         | 1160                  | Schloss     | erhalten   | nein    | Schloss Rued                                 | Nach 1803 war im Schloss Rued während einigen Jahren das Gerichtsarchiv des Bezirks Kulm eingerichtet, da in Kulm Platzmangel herrschte.                                       |
| Schloss Schafisheim                 | Schafisheim         | 1386                  | Schloss     | erhalten   | nein    | Schloss Schafisheim                          | Nach mehreren Besitzerwechseln kaufte 1845 die Familie Baumann das Schloss, deren Nachkommen das Gebäude heute noch bewohnen.                                                  |
| Ruine Schenkenberg                  | Thalheim            | 1243                  | Burg        | Ruine      | ja      | Ruine Schenkenberg                           | 1918 wurde die Ruine für den symbolischen Betrag von 50 Schweizer Franken an die Aargauische Vereinigung für Heimatschutz versteigert.                                         |
| Ruine Scherenberg                   | Safenwil            | unbekannt             | Burg        | verfallen  | ja      |                                              | nichts bemerkenswertes |
| Schloss Schöftland                  | Schöftland          | 1660                  | Schloss     | erhalten   | nein    | Schloss Schöftland                           | barockes Schlösslein; nach 1840 Zigarrenfabrik; saniert und beherbergt heute das regionale Zivilstandsamt                                                                      |
| Schwarzer Turm                      | Brugg               | 1238                  | Burg        | erhalten   | nein    | Schwarzer Turm                               | Da nach dem Neubau der Brücke im Jahr 1532 den Stadtherren der Turm zu klein erschien wurden die obersten Mauern und das Dach abgerissen und neu aufgebaut.                    |
| Schwarzwasserstelz                  | Fisibach            | vor 1163              | Burg        | abgegangen | nein    | Wasserburg und Inselburg: Schwarzwasserstelz | Ehemalige Wasser- und Inselburg auf Rheininsel bei Fisibach; 1875 abgetragen.                                                                                                  |
| Ruine Stein                         | Baden               | 1000                  | Burg        | Ruine      | ja      | Ruine Stein                                  | Die Eidgenossen zerstörten die Burg im Jahr 1415 erstmals. Die Stadt liess sie neu aufbauen, die Burg wurde jedoch 1712 während des Zweiten Villmergerkrieges erneut zerstört. |
| Burg Stein zu Rheinfelden           | Rheinfelden         | 10. Jahrhundert       | Burg        | abgegangen | nein    | Stein zu Rheinfelden                         | Inselburg der Zäringer; nach dem Alten Zürichkrieg 1446 geschleift |
| Ruine Tegerfelden                   | Tegerfelden         | 1113                  | Burg        | verfallen  | ja      | Ruine Tegerfelden                            | nichts bemerkenswertes |
| Trostburg                           | Teufenthal          | 1200                  | Schloss     | erhalten   | nein    | Trostburg                                    | Da Bern den Verkauf der Burg im Jahr 1616 an die Stadt Brugg nicht duldete, zog sie die Herrschaftsrechte an sich und verkaufte die Trostburg an Privatleute.                  |
| Ruine Urgiz                         | Densbüren           | 1100–1200             | Burg        | Ruine      | ja      | Ruine Urgiz                                  | Von der Burganlage sind nur noch Reste der Ringmauer und des Rundturms erhalten geblieben.                                                                                     |
| Ruine Waldhausen                    | Fisibach            | vor 1113              | Ruine       | verfallen  | nein    | Burgplatz                                    | Früher lief die Grenze zwischen den Kantonen Aargau und Zürich durch die Ruine, bis 1987 der Grenzverlauf korrigiert wurde.                                                    |
| Burg Wessenberg                     | Mandach             | Ende 12. Jh.          | Ruine       | verfallen  | nein    |                                              | |
| Wildenstein                         | Veltheim            | um 1300               | Schloss     | erhalten   | nein    | Schloss Wildenstein                          | Das Schloss im September 2010 für 2,575 Millionen Franken an einen Unternehmer verkauft, der es der Öffentlichkeit zugänglich machen will.                                     |
| Schloss Wildegg                     | Möriken-Wildegg     | 1242                  | Schloss     | erhalten   | ja      | Schloss Wildegg                              | Das Museum und die Stiftung ProSpecieRara pflegen im Schlossgarten über 300 alte Kulturpflanzen, Gemüse-, Getreide- und Beerensorten sowie Duft-, Würz- und Medizinalkräuter.  |